# Expedición de Lewis y Clark

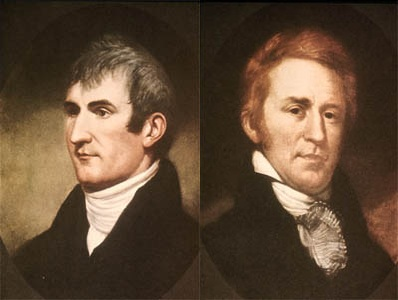
Lewis (izquierda) y Clark (derecha).

La expedición de Lewis y Clark fue la primera llevada a cabo por estadounidenses que cruzó el oeste del actual Estados Unidos. Los expedicionarios partieron cerca de San Luis, Misuri, pusieron rumbo oeste  y  atravesaron gran parte de Norteamérica hasta alcanzar la costa del océano Pacífico.
La expedición fue encargada por el presidente Thomas Jefferson inmediatamente después de la compra de Luisiana en 1803. Estaba compuesta por un selecto grupo de oficiales voluntarios del ejército de Estados Unidos bajo el mando del capitán Meriwether Lewis y de su amigo, el subteniente William Clark. Su peligroso viaje duró desde mayo de 1804 hasta septiembre de 1806. El objetivo principal era explorar y cartografiar el territorio recién adquirido, abrir una ruta segura a través de la mitad occidental del continente y establecer presencia estadounidense en la extensa zona antes de que Gran Bretaña u otros poderes europeos trataran de reclamarla. 
Los objetivos secundarios de la expedición eran científicos y económicos: estudiar la fauna y la flora del territorio, su geografía y el establecimiento de tratos comerciales con los indígenas locales. La expedición regresó a San Luis cargada de mapas, dibujos y diarios que fueron presentados al presidente Jefferson.

## Exploración previa de la costa del Pacífico por europeos
La expedición de Lewis y Clark había sido precedida más de una década antes por una expedición británica (canadiense), dirigida por el explorador sir Alexander MacKenzie en julio de 1793, que fue la primera que completó, por personas no indígenas, el primer cruce del subcontinente norteamericano más al norte de México.

## Compra de la Luisiana y expedición hacia el Oeste
En 1803, la compra de la Luisiana despertó interés en la expansión hacia la costa oeste. Unas pocas semanas después de realizar la compra, el Presidente Thomas Jefferson, un convencido de la expansión hacia el oeste, realizó las gestiones para que el Congreso asignara dos mil quinientos dólares para realizar una expedición hacia ese territorio. En un mensaje al Congreso, Jefferson indicó:

El río Misuri y los indígenas que ahí habitan, no son tan bien conocidos como sería deseable por su conexión con el río Misisipi, y por lo tanto con nosotros... Un oficial inteligente, con diez o doce hombres elegidos... podrían explorar todo el camino, y aún llegar al océano occidental...
«The river Missouri, and Indians inhabiting it, are not as well known as rendered desirable by their connection with the Mississippi, and consequently with us.... An intelligent officer, with ten or twelve chosen men ... might explore the whole line, even to the Western Ocean...»
Thomas Jefferson

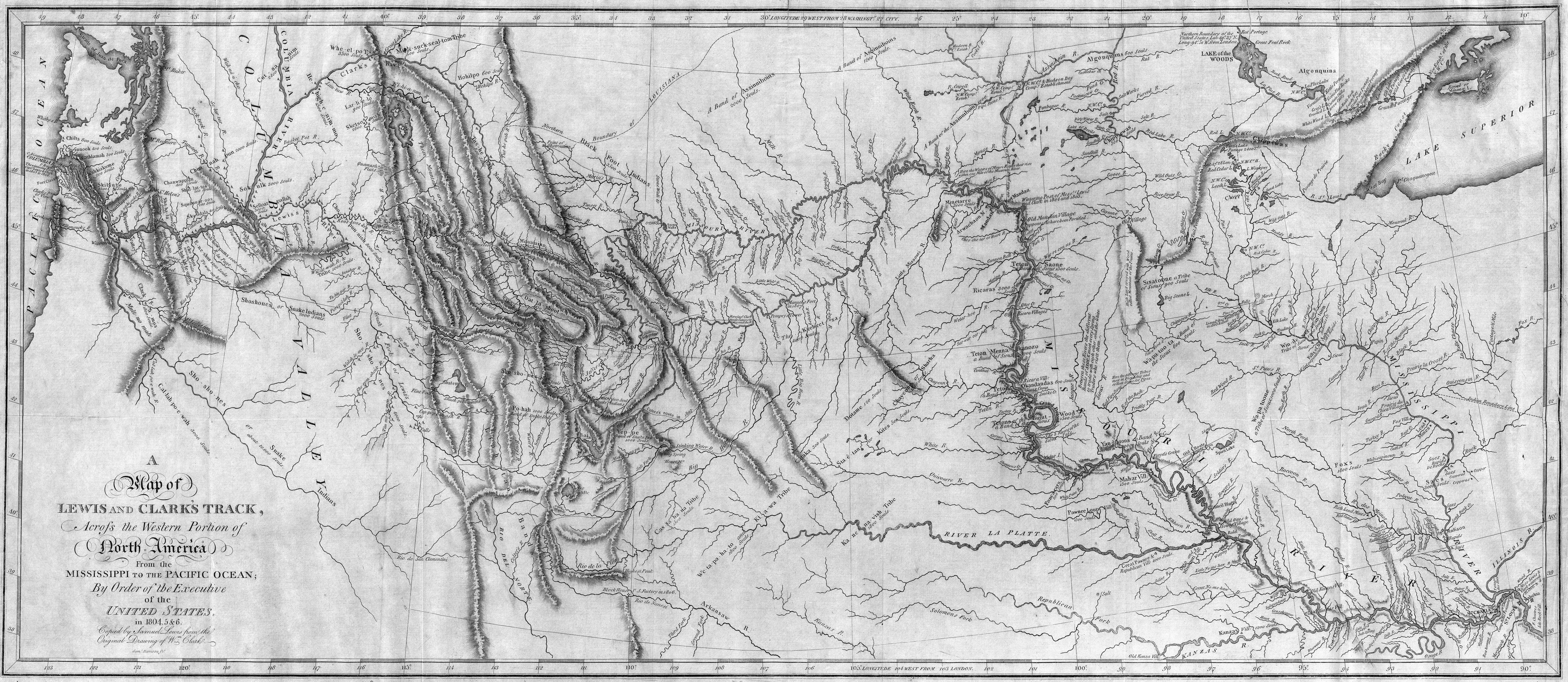
El famoso mapa de la expedición de Lewis y Clark. Modificó el conocimiento de la geografía del noroeste estadounidense, al proveer la primera descripción precisa de las nacientes de los ríos Columbia y Misuri, y de las Montañas Rocosas.

Desde hacía mucho tiempo, Thomas Jefferson, había estado pensando en una expedición de este tipo, aunque estaba preocupado por los riesgos y peligros que pudieran acechar. Durante su permanencia en Francia, entre 1785 y 1789, había escuchado varios planes para explorar la zona noroeste del Pacífico. En 1785 Jefferson se enteró de que el rey Luis XVI de Francia tenía planeado enviar una misión allí con la finalidad declarada de ser sólo una expedición científica. Jefferson dudaba de esto y el Capitán John Paul Jones confirmó lo acertado de sus dudas. De todas formas la misión fue anulada por efecto del mal tiempo tras partir de Botany Bay en 1788. En 1786 el estadounidense John Ledyard, que había navegado junto con el capitán James Cook por el Pacífico Norte, informó a Jefferson que tenía planeado realizar una expedición caminando a través de Siberia hacia el Este y, alcanzada la costa, embarcarse en un barco ruso dedicado al comercio de pieles para atravesar el océano y llegar a la costa occidental de América. Una vez allí caminaría por el continente americano hasta la capital de Estados Unidos. Dado que Ledyard era estadounidense Jefferson tenía esperanzas de que tuviera éxito en su aventura. Sin embargo, cuando Ledyard ya había alcanzado Siberia, la emperatriz Catalina La Grande lo hizo arrestar y lo deportó a Polonia.
La expedición estadounidense a la zona noroeste del Pacífico tenía el propósito de estudiar las tribus nativas, botánica, geología, el terreno y la vida silvestre en la región, como también evaluar la potencial interferencia que podían ejercer los cazadores y tramperos británicos y francocanadienses que ya se habían asentado en la zona.
Jefferson eligió al Capitán Meriwether Lewis para dirigir la expedición, que posteriormente se denominó Cuerpo de Descubrimiento. En una carta con fecha 20 de junio, de 1803, Jefferson le escribió a Lewis

El objetivo de su misión es explorar el río Misuri, y aquellos de sus principales afluentes que puedan llegar a comunicarse con las aguas del océano Pacífico, sea el Columbia, Oregón, Colorado u cualquier otro río que pueda ofrecer la comunicación fluvial más directa y factible a través de este continente con el propósito de [practicar el] comercio.
«The object of your mission is to explore the Missouri river, and such principal stream of it as by its course and communication with the waters of the Pacific Ocean whether the Columbia, Oregon, Colorado or any other river may offer the most direct and practicable water communication across this continent for the purposes of commerce».
Thomas Jefferson

Lewis eligió a William Clark como su compañero. A causa de demoras de carácter burocrático en el Ejército de los Estados Unidos, oficialmente Clark en ese momento tenía el grado de subteniente, pero Lewis no informó de este hecho a los hombres y compartió el liderazgo de la expedición, siempre refiriéndose a Clark con el rango de «capitán».

## El viaje

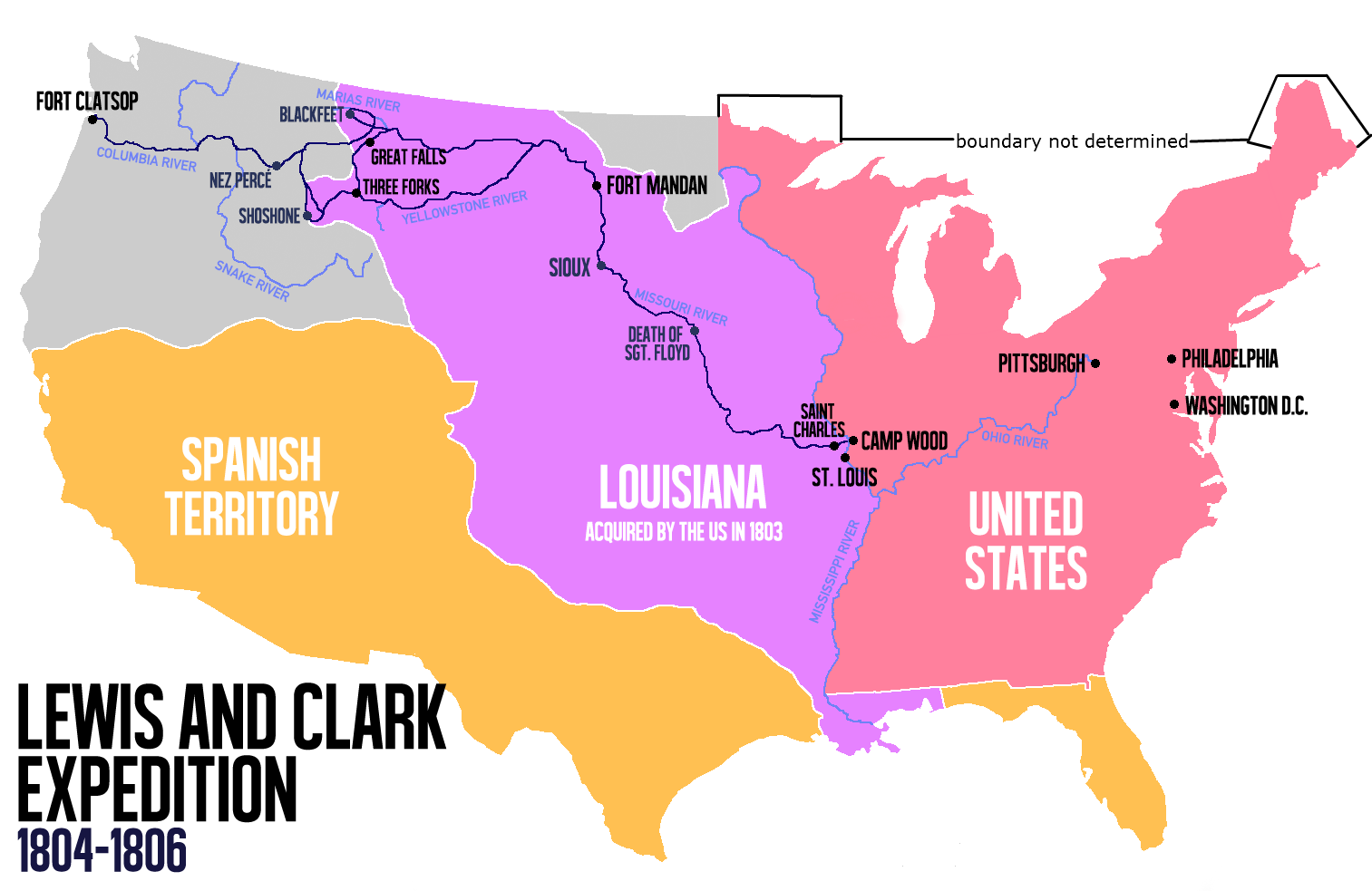
Ruta seguida por la expedición.

«Dejamos Pittsburgh este día a las once horas con un grupo de once personas, siete de los cuales son soldados, un piloto y tres hombres jóvenes a prueba que se han ofrecido a acompañarme en este viaje». Con estas palabras, escritas el 31 de agosto, de 1803, Meriwether Lewis comenzó su primera anotación en su libro de viaje en la épica Expedición de Lewis y Clark hacia el océano Pacífico.
Lewis proclamó que la boca del río Dubois (sobre la margen este del Misisipi, enfrente de la boca del río Misuri) fue el punto oficial de partida de la expedición, aunque los dos meses y medio que les llevó descender el río Ohio pueden ser considerados el comienzo real. 
Clark realizó la mayoría de los preparativos mediante cartas enviadas a Jefferson. Compró dos grandes recipientes y cinco baldes más pequeños con sal, una tonelada de carne de cerdo desecada y medicinas.
El grupo, compuesto por treinta y tres personas, incluía veintinueve individuos que habían sido reclutados y entrenados en el campamento de invierno de 1803-04 en Camp Dubois, cerca de lo que hoy es Hartford, en el entonces Territorio de Illinois. El 14 de mayo de 1804 ese grupo partió desde Camp Dubois y comenzaron lo que sería su histórico viaje. El 20 de mayo se encontraron con Lewis en Saint Charles, y el grupo siguió el curso del río Misuri hacia el oeste. 
La expedición comenzó a remontar el río Misuri a bordo de una embarcación fluvial («keelboat») de unos diecisiete metros de largo (55 pies) y dos piraguas más pequeñas. A medida que viajaban remando río arriba, Clark pasaba gran parte de su tiempo en la embarcación, trazando el rumbo y haciendo mapas, mientras que Lewis estaba a menudo en tierra, estudiando las formaciones rocosas, el suelo, los animales y plantas que encontraban a lo largo del camino.
Pronto dejaron atrás a La Charrette, el último  asentamiento blanco sobre el río Misuri. La expedición continuó el cauce del Misuri atravesando lo que actualmente es Kansas City, y Omaha, Nebraska. El 20 de agosto, de 1804, falleció el sargento Charles Floyd, aparentemente por una apendicitis, la única muerte que ocurrió durante toda la expedición. Floyd fue enterrado en Floyd's Bluff, en las cercanías de lo que actualmente es Sioux City, Iowa. Durante la última semana de agosto, Lewis y Clark habían llegado al comienzo de la región de las Grandes Llanuras, que abundaban en uapitíes, ciervos, bisontes y castores. Comenzaban a penetrar en territorio sioux.
Los miembros de la expedición fueron siempre en busca de los indios, con la esperanza de que serían pacíficos, aunque armados por si no lo fueran. Por cuestiones de seguridad, Lewis y Clark acampaban siempre que podían en las islas de río, y montaban guardias por la noche. A finales de julio, cuando ya habían viajado más de 1.110 km (600 millas) por el río todavía no habían visto un solo indio. La primera tribu sioux que encontraron, los Yankton Sioux, eran más pacíficos que sus vecinos los Teton Sioux también conocidos como los Lakota que se encontraban más al oeste sobre el río Misuri. Los Yankton Sioux se mostraron desilusionados por los regalos que recibieron de Lewis y Clark —cinco medallas— y les previnieron a los exploradores sobre los Teton Sioux. Los Teton Sioux recibieron los regalos con una mal disimulada hostilidad. Un jefe exigió que Lewis y Clark le entregaran un bote como pago por permitirles el paso a través de su territorio. Al observar que los indios se tornaban más peligrosos, Lewis y Clark se prepararon para pelear. A último momento, cuando la lucha estaba por comenzar, ambos bandos depusieron su actitud. La expedición continuó rápidamente en dirección al oeste (remontando el río) hasta que la llegada del invierno los detuvo en el territorio de la tribu Mandan.
Durante el invierno de 1804–05, el grupo construyó el fuerte Mandan, cerca de lo que actualmente es Washburn. Durante el invierno la expedición mantuvo buenas relaciones con la tribu Mandan que vivían cerca del fuerte. Fue en el fuerte Mandan que Lewis y Clark emplearon a un trampero parte indio que hablaba francés llamado Toussaint Charbonneau, cuya joven esposa india shoshone llamada, Sacajawea, (pronunciado Sa-ka-ga-wea) sirvió de traductora de la expedición con los shoshones y nez percé.

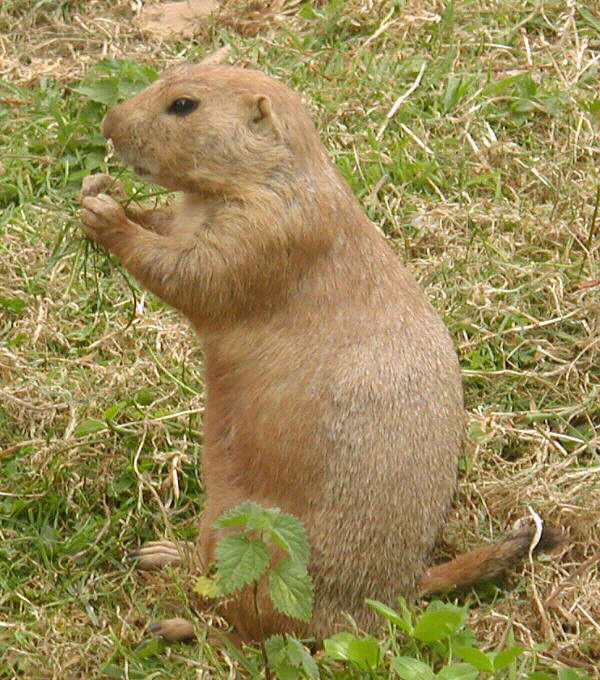
Perrito de la pradera de cola negra. Los expedicionarios enviaron un ejemplar vivo a Jefferson.

En abril de 1805, algunos miembros de la expedición fueron enviados de regreso a sus hogares desde Mandan, en lo que se llamó «el grupo de regreso». Junto con ellos se envió un informe con el relato de los descubrimientos de Lewis y Clark, ciento ocho especímenes botánicos y zoológicos (que incluían algunos animales vivos), sesenta y ocho especímenes minerales, y el mapa de Clark de los Estados Unidos. Así mismo, periódicamente, enviaron a Jefferson otros especímenes, incluido un perrito de la pradera que Jefferson recibió vivo en una caja. 
La expedición continuó a lo largo del curso del Misuri hasta sus nacientes y a caballo por sobre la Divisoria continental de América, en Lemhi Pass. Descendieron de las montañas en canoas, siguiendo el curso de los ríos Clearwater, Snake, y Columbia, pasaron por Celilo Falls y por lo que actualmente es Portland. En este punto, Lewis avistó el Mount Hood, una montaña que está muy cerca del océano. En la corteza de un gran pino, Clark talló el siguiente mensaje:

«William Clark December 3rd 1805. By land from the U.States in 1804 & 1805»
[William Clark Diciembre 3 1805. Por tierra desde los Estados U.[nidos] en 1804 & 1805]
William Clark

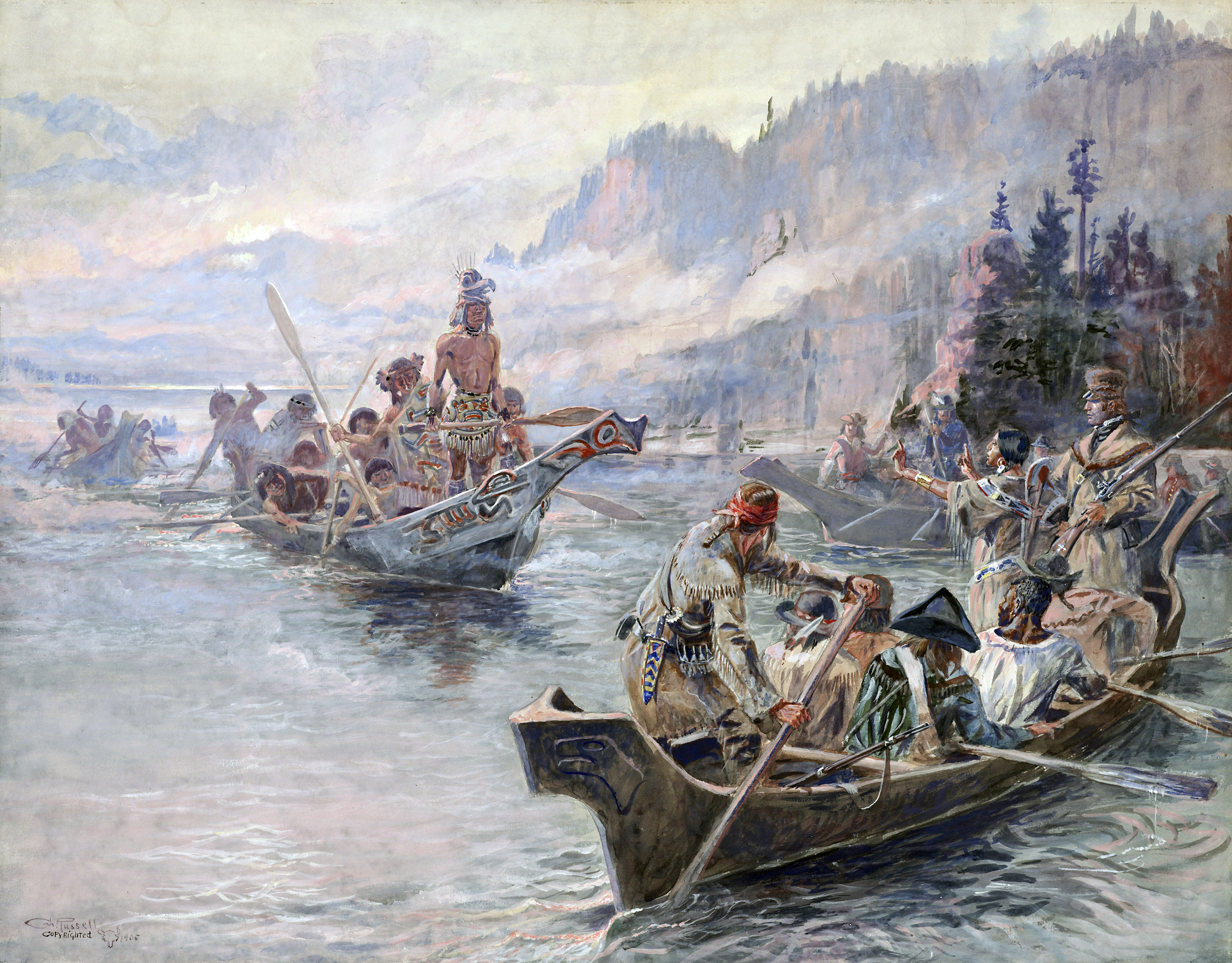
Lewis y Clark en el Columbia - C.M. Russell.

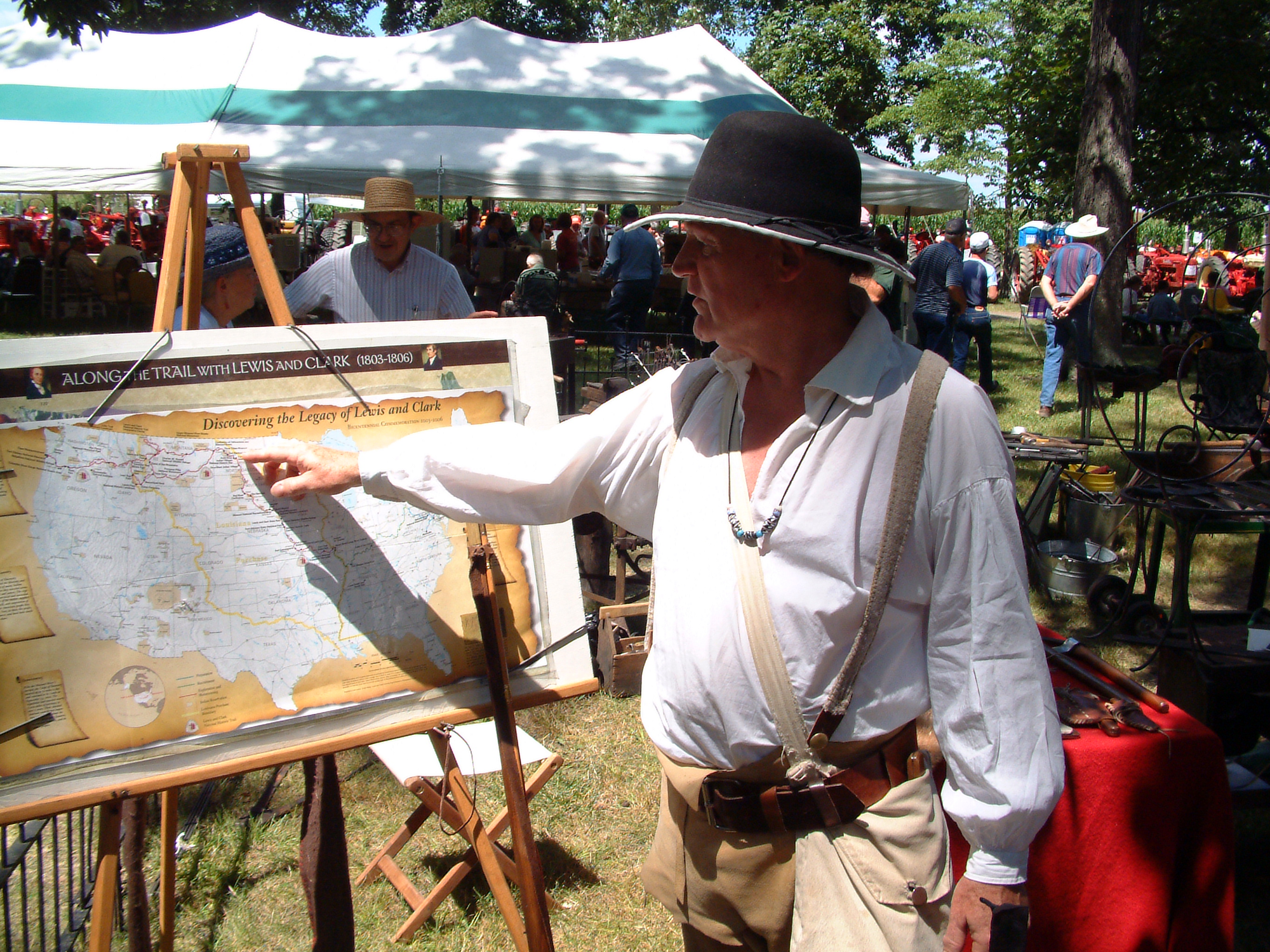
Un hombre vestido de época explica el recorrido seguido por la expedición.

Clark escribió en su diario: «Ocian [sic] in view! O! The Joy!». Una anotación en el diario posee el título «Cabo desilusión en la desembocadura del río Columbia en el Gran Mar del Sur u océano Pacífico». Aquí los sorprendió el segundo invierno que debió afrontar la expedición, por lo que sometieron a votación si debían acampar sobre la margen norte o sur del río Columbia. El grupo acordó acampar sobre la margen sur del río (hoy Astoria), y construyeron el fuerte Clatsop para pasar el invierno. Mientras invernaban en el fuerte, los hombres realizaron los preparativos para el viaje de regreso hirviendo agua de mar para obtener sal, cazando uapitíes y otros animales salvajes, además de relacionarse con las tribus nativas. El invierno de 1805-06 fue muy lluvioso, y tuvieron dificultades para abastecerse de carne. Nunca pudieron consumir salmón del Pacífico porque los peces solo regresan al río para reproducirse durante los meses de verano.
Los exploradores comenzaron su viaje de regreso el 23 de marzo, de 1806. Para su regreso, Lewis y Clark utilizaron cuatro canoas de troncos tallados que les habían comprado a los indígenas, además de una que robaron en venganza por un robo anterior. Menos de un mes después de haber partido desde el fuerte Clatsop, abandonaron sus canoas porque trasladarlas en la zona de cascadas requería un enorme esfuerzo.
El 3 de julio, luego de cruzar la Divisoria Continental, la expedición se dividió en dos grupos de manera que Lewis pudiera explorar el río Marías. El grupo de Lewis, formado por cuatro hombres, se puso en contacto con algunos indios pies negros. El encuentro fue cordial pero durante la noche los pies negros intentaron robarles las armas. En la lucha, mataron a dos indios, que fueron los únicos indígenas muertos por la expedición. El grupo de cuatro miembros: Lewis, Drouillard, y los hermanos Field, atravesaron 160 km durante un día antes de volver a acampar.
Mientras tanto, Clark había penetrado en territorio Crow. Los crow eran conocidos por ser hábiles ladrones de caballos. A la noche, los caballos de Clark desaparecieron, aunque no avistaron ningún Crow. Lewis y Clark viajaron por rutas separadas hasta encontrarse en la confluencia del río Yellowstone y el Misuri el 11 de agosto. El grupo de Clark había descendido por los ríos flotando en bull boats (pequeñas embarcaciones recubierta por una piel de bisonte, con un armazón interior ligero de madera). Al encontrarse, uno de los cazadores de Clark, Pierre Cruzatte, que era ciego de un ojo y tenía dificultades en el otro, confundió a Lewis con un uatipí y le disparó, hiriendo a Lewis en el muslo. A partir de allí, los grupos se juntaron y rápidamente regresaron a su hogar utilizando el río Misuri. Llegaron a San Luis el 23 de septiembre, de 1806.
El Cuerpo de Descubrimiento volvió con información importante sobre el nuevo territorio de los Estados Unidos y la gente que vivía en ella, así como sus ríos y montañas, plantas y animales. La expedición realizó una muy importante tarea ayudando a levantar mapas del subcontinente norteamericano.

## Logros
- Estados Unidos adquirió un gran conocimiento sobre la geografía del Oeste estadounidense mediante mapas de los principales ríos y cadenas montañosas.
- Observar y describir 178 plantas y 122 especies y subespecies de animales.
- Promover el comercio de pieles euro-estadounidense en el Oeste.
- Establecer relaciones diplomáticas euro-estadounidenses  con los indígenas.
- Establecer un precedente para la exploración del Oeste por parte del ejército.
- Reforzar los derechos estadounidenses por el reclamo sobre el territorio de Oregón.
- Llamar la atención del gobierno y los medios de comunicación sobre el Oeste.
- Producir gran cantidad de información sobre el Oeste (los diarios de Lewis y Clark).

## Miembros de la expedición
1. Capitán Meriwether Lewis — Secretario privado del presidente Thomas Jefferson y líder de la expedición.
2. Teniente William Clark — Compartió la jefatura de la expedición, a pesar de que técnicamente era el segundo en la línea de mando.
3. Sacajawea - Esposa de Toussaint Charbonneau; traducía Shoshone a Hidatsa para Charbonneau y era una miembro valorada de la expedición. Ayudó a la Expedición de Lewis y Clark a lograr los objetivos de su misión autorizada al explorar el Territorio de Luisiana.
4. York — Esclavo negro sirviente de Clark.
5. Sargento Charles Floyd — Capataz de la expedición; falleció al comienzo del viaje. Fue el único miembro de la expedición que falleció durante la misma.
6. Sargento Patrick Gass — Carpintero, promovido a Sargento luego de la muerte de Floyd.
7. Sargento John Ordway — Responsable del aprovisionamiento, asignar los guardias, y llevar los registros de la expedición.
8. Sargento Nathaniel Hale Pryor — Líder del primer escuadrón; estuvo a cargo de la corte marcial de los soldados John Collins y Hugh Hall.
9. Cabo Richard Warfington — Dirigió la expedición de regreso a Saint Louis en 1805.
10. Soldado John Boley — fue disciplinado en Camp Dubois y fue asignado al grupo de regreso.
11. Soldado William E. Bratton — Trabajaba de cazador y herrero.
12. Soldado John Collins — Tuvo frecuentes problemas disciplinarios; fue juzgado por una corte marcial por robar el whisky que se le había encargado cuidar.
13. Soldado John Colter — Acusado de amotinarse al comienzo del viaje, posteriormente demostró ser un buen cazador; ganó mucha fama después del viaje.
14. Soldado Pierre Cruzatte — Violinista francés tuerto y marino experto.
15. Soldado John Dame - Sufrió fuertes diarreas. Murió combatiendo contra un oso.
16. Soldado Joseph Field — Carpintero y hábil cazador, hermano de Reubin.
17. Soldado Reubin Field — Carpintero y hábil cazador, hermano de Joseph.
18. Soldado Robert Frazer — Llevaba un diario que nunca fue publicado.
19. Soldado George Gibson — Violinista y buen cazador; sirvió como intérprete (probablemente con lenguaje de signos).
20. Soldado Silas Goodrich — Principal pescador de la expedición.
21. Soldado Hugh Hall — Fue juzgado por una corte marcial junto con John Collins por robar whisky.
22. Soldado Thomas Proctor Howard — Fue juzgado por una corte marcial por sentar un "pernicioso ejemplo" ante los indios al mostrarles lo fácil que se podía escalar el muro del Fuerte Mandan.
23. Soldado François Labiche — Comerciante de pieles francés que sirvió de intérprete y marino.
24. Soldado Hugh McNeal — Primer explorador blanco en alcanzar las márgenes de las nacientes del río Misuri en la divisoria continental.
25. Soldado John Newman — Fue juzgado por una corte marcial y confinado por "realizar repetidas expresiones de una naturaleza altamente criminal e incitar al motín."
26. Soldado John Potts — Inmigrante alemán y molinero.
27. Soldado Moses B. Reed — Intentó desertar en agosto del 1804; fue condenado por desertor y expulsado del grupo.
28. Soldado John Robertson — Miembro de la expedición por un breve tiempo.
29. Soldado George Shannon — Se perdió dos veces durante la expedición, una de ellas durante dieciséis días, con 19 años era el miembro más joven de la expedición.
30. Soldado John Shields — Herrero, armero, y hábil carpintero; junto con John Colter, fue juzgado por una corte marcial por motín.
31. Soldado John B. Thompson — Con alguna experiencia como agrimensor.
32. Soldado Howard Tunn — Cazador y navegante.
33. Soldado Ebenezer Tuttle — Puede haber sido el hombre enviado de regreso el 12 de junio, de 1804; por otra parte formó parte del grupo que regresó desde el Fuerte Mandan en 1805.
34. Soldado Peter M. Weiser — Tuvo algunos problemas disciplinarios menores en River Dubois.
35. Soldado William Werner — Condenado de ausentarse sin permiso en St. Charles, al comienzo de la expedición.
36. Soldado Isaac White — Puede haber sido el hombre enviado de regreso el 12 de junio de 1804 o haber formado parte del grupo de regreso desde fuerte Mandan en 1805.
37. Soldado Joseph Whitehouse — A menudo oficiaba de sastre para los otros hombres; llevó un diario en el cual extendió la narrativa de la expedición en más de cinco meses.
38. Soldado Alexander Hamilton Willard — Herrero; ayudante de John Shields. Fue atacado por un oso blanco en julio de 1805 en la zona de las cataratas del río Misuri siendo rescatado por Clark y otros 3 expedicionarios.
39. Soldado Richard Windsor — A menudo asignado como cazador.
40. Intérprete Toussaint Charbonneau — esposo de Sacagawea; sirvió como traductor y a menudo de cocinero.
41. Jean Baptiste Charbonneau — Hijo de Charbonneau y Sacagawea, nació el 11 de febrero, de 1805; su presencia sirvió para disipar toda interpretación de que la expedición fuera un grupo guerrero, y hacer que el paso por tierras indígenas fuera tranquilo.
42. Intérprete George Drouillard — Hábil con el lenguaje indio de los signos; el mejor cazador de la expedición.
43. "Seaman", el gran perro negro de Lewis de raza Terranova.

### Historia
- Lewis and Clark Among the Indians, James P. Ronda, 1984 - ISBN 0-8032-3870-3
- Undaunted Courage, Stephen Ambrose, 1997 - ISBN 0-684-82697-6
- National Geographic Guide to the Lewis & Clark Trail, Thomas Schmidt, 2002 - ISBN 0-7922-6471-1
- The Lewis and Clark Journals: An American Epic of Discovery (abridged), edited by Gary E. Moulton, 2003 - ISBN 0-8032-2950-X
- The Journals of the Lewis and Clark Expedition, 13-Volume Set, edited by Gary E. Moulton, 2002 - ISBN 0-8032-2948-8
- The complete text of the Lewis and Clark Journals online, University of Nebraska-Lincoln (in progress)
- In Search of York: The Slave Who Went to the Pacific With Lewis and Clark, Robert B. Betts, 2002 - ISBN 0-87081-714-0
- Online text of the Expedition's Journal at Project Gutenberg
- Lewis & Clark: The Journey of the Corps of Discovery, Ken Burns, 1997 - ISBN 0-679-45450-0
- Lewis and Clark: across the divide, Carolyn Gilman, 2003. Washington, D.C.: Smithsonian Books. ISBN 1-58834-099-6
- The Way to the Western Sea: Lewis and Clark Across the Continent, David Lavender, 1988. Harpercollins. ISBN 0-06-015982-0